# Codex Aureus Pultoviensis

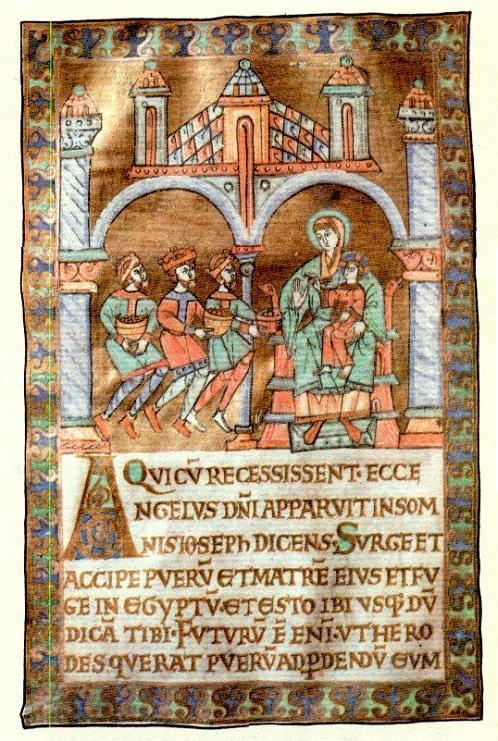
Anbetung der Hl. Drei Könige, mit dem Text aus dem Evangelium des Matthäus

Der Codex Aureus Pultoviensis (auch Plocker Evangelistar) ist eine Pergamenthandschrift, die wegen ihrer reichen Buchmalerei und der Verwendung von Goldtinte zu den Codices Aurei gezählt wird.

## Geschichte
Der Codex entstand in der zweiten Hälfte des 11. Jahrhunderts wahrscheinlich in Bayern (Regensburg), ältere Meinungen weisen ihn einer Miniatorenschule in Prag zu. Er befand sich einst in der Kathedrale von Płock und bei Judith von Böhmen (* um 1056–1058; † 25. Dezember 1086, beigesetzt in der Kathedrale zu Płock), der Gemahlin von Władysław I. Herman. Über Pułtusk kam er in den Besitz der Familie Czartoryski und wird heute als Ms. 1207 im Czartoryski-Museum verwahrt, einer Abteilung des Nationalmuseums in Krakau.

## Beschreibung
Das Evangelistar umfasst 171 Blatt im Format 35 cm × 25,5 cm und enthält die Perikopen mit den liturgischen Lesungen für das ganze Kirchenjahr sowie neun ganzseitige Kanontafeln. Für die Textschrift – Capitalis mit vereinzelten unzialen Elementen – wurde Goldtinte verwendet. 13 Miniaturen, darunter die Autorenbilder der vier Evangelisten, nehmen die ganze Seite ein, auf fünf Seiten ist Text mit Miniaturen verbunden, die nur die Hälfte des Blattes einnehmen. Zum Buchschmuck gehören Rahmenleisten, die mit geometrischen, vegetabilen oder zoomorphen Motiven gestaltet sind. Zoomorphe Motive finden sich auch in Initialen.

## Prachteinband
Wie schon bei Codices aus karolingischer und ottonischer Zeit ist auch der Buchdeckel des Codex Aureus Pultoviensis mit kostbaren figürlichen Darstellungen, mit Goldschmelze, Emailletäfelchen aus Limoges, Edelsteinen und ornamentalen Verzierungen reich und kostbar geschmückt. Den Hauptakzent bildet eine Darstellung des Gekreuzigten als König nach byzantinischer Typologie auf dem Hintergrund eines Emailkreuzes mit Schmelzarbeit. Es handelt sich allerdings um eine neuzeitliche Arbeit, die Materialien aus der Zeit um 1300 benutzte.